# Ciclomotor

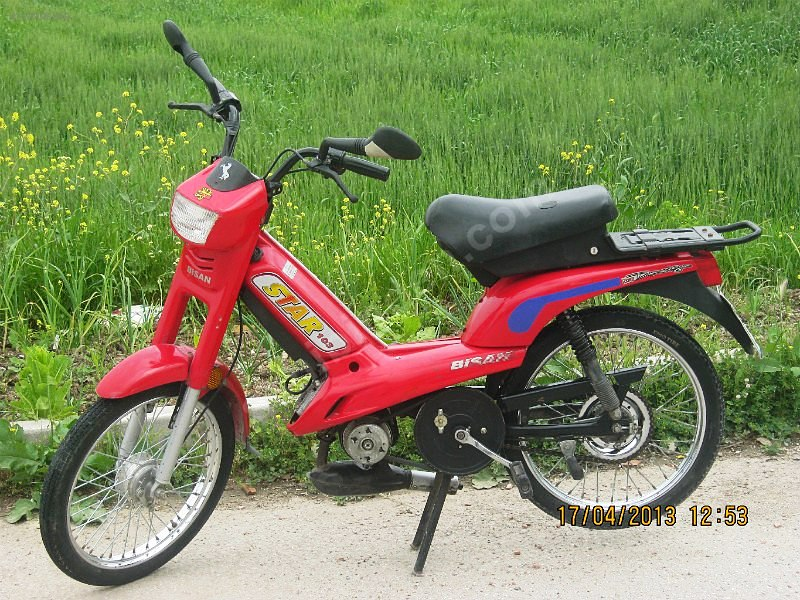
Um ciclomotor.

Ciclomotor é o veículo de duas ou três rodas, provido de um motor de combustão interna ou elétrico, cuja cilindrada não exceda 50 cm3 (3,05 in3) ou 4 kW (4.000 W) e cuja velocidade máxima de fabricação não exceda a 50 km/h. Por conta do limite de 50 cc de cilindrada, estes veículos são popularmente conhecidos no Brasil como cinquentinha.

## Histórico
Em geral o ciclomotor parece um tipo de bicicleta motorizada, e foi bastante popular nos anos 70 e 80. No Brasil, foi fabricado em maior escala pelas nacionais Caloi e Monark durante às décadas de 1970 até 2000 e atualmente principalmente por chinesas, destacando-se na década de 2010 a Shineray. 
Durante décadas possuiu um motor monocilíndrico de 2 tempos de 49,9 cc, pois a legislação vigente na época permitia a ausência de emplacamento e exigência de CNH para aqueles que detinham menos de 50 cc. A partida nos primeiros modelos era auxiliada por compressão utilizando os pedais, como em uma bicicleta. Não existia câmbio. A transmissão era por uma embreagem centrífuga, que alongava a relação de acordo com a rotação do motor.

## Interpretação legal

### Brasil

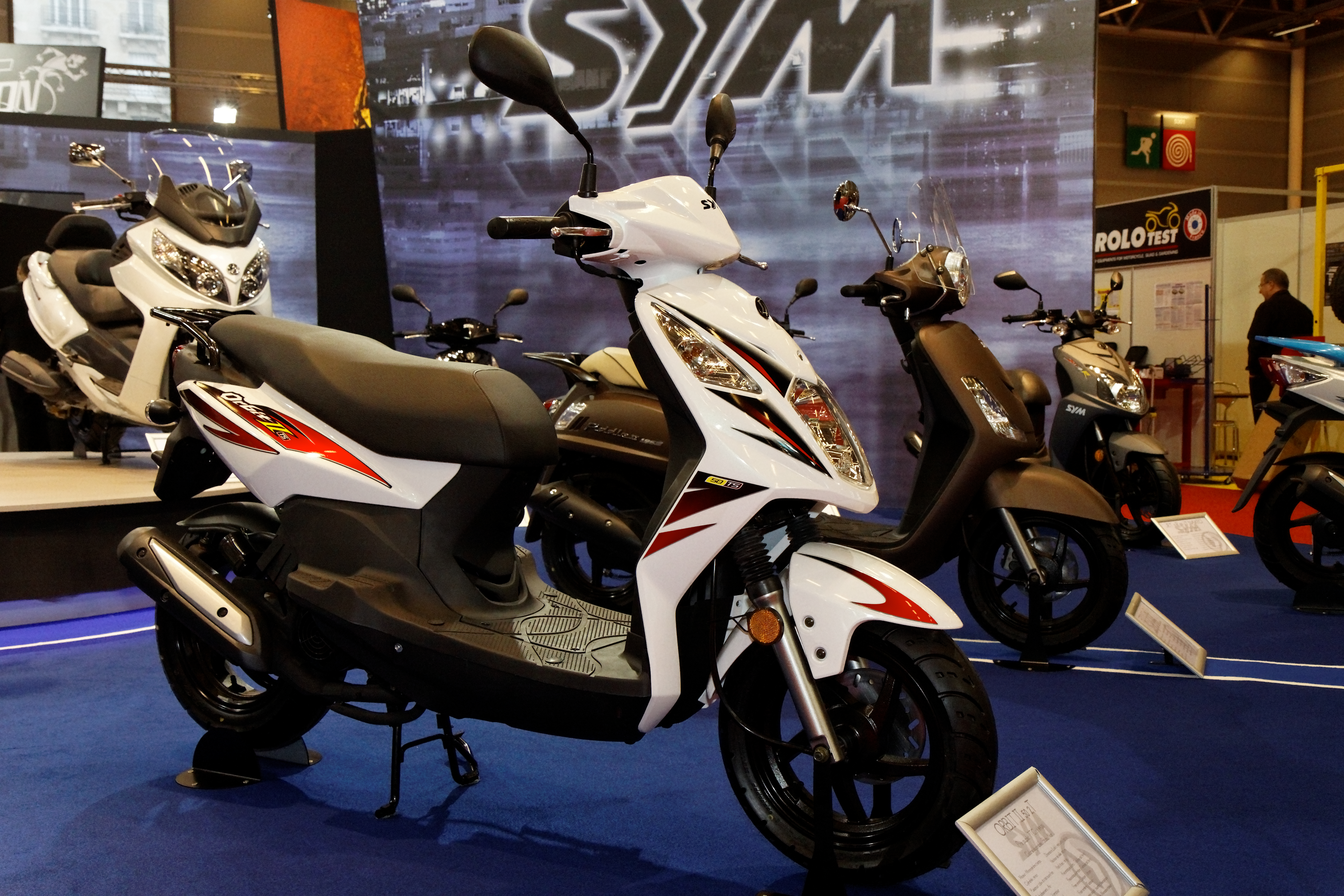
Por lei, ciclomotores não devem exceder 50 cc e velocidade máxima de até 50 km/h, ficando obrigatório o uso de capacete com viseira e farol

Para a Convenção sobre Trânsito Viário de Viena (1968), bem como para o Código de Trânsito Brasileiro (CTB), o ciclomotor é um veículo de duas ou três rodas, provido de um motor de combustão interna ou elétrico (incluindo scooters elétricas) e acelerador, cuja cilindrada não exceda a 50 centímetros cúbicos ou 4 kW (4.000 W) e cuja velocidade máxima de fabricação não exceda a 50 quilómetros por hora, devendo o seu uso ficar, obrigatoriamente, restrito a via pública (na pista da direita, preferencialmente no centro da faixa), ficando seu trânsito permitido em vias de trânsito rápido ou rodovias, desde que dotadas de acostamento ou faixas de rolamento próprias e expressamente proibido em calçadas, ciclofaixas e ciclovias.
De acordo com o Conselho Nacional de Trânsito (CONTRAN), para pilotar um ciclomotor é necessário estar habilitado nas categorias A ou ACC, possuir placa de identificação veicular, licenciamento e, a partir de novembro de 2023 (com prazo para regularizar até 31 de dezembro de 2025) ter o veículo incluído no Registro Nacional de Veículos Automotores (RENAVAM).